# Ana Barrios Camponovo
Ana Barrios Camponovo (Montevideo, 20 de junio de 1961) es una escritora e ilustradora uruguaya.

## Trayectoria
Estudió medicina en el Hospital de Clínicas y se especializó en Medicina tradicional china.
Hizo teatro en Uruguay y en el exterior. Su libro Juan y la bicicleta encantada fue publicado en México, Estados Unidos, Canadá y Filipinas. Fue actriz, guionista y coguionista, en el Grupo “Teatro de la Barraca”, en Uruguay, Argentina y Brasil entre 1983 y 1987.
Alfaguara infantil publicó su libro Quepo Quito, que fuera 2º Premio del Ministerio de Educación y Cultura en 1997

Su libro Juan y la bicicleta encantada ganó el premio Bartolomé Hidalgo en 1995.
Vive en España donde publica y enseña Zhineng Qigong.

## Premios
| Año  | Premio                                   | Libro                         |
| ---- | ---------------------------------------- | ----------------------------- |
| 1995 | Premio Bartolomé Hidalgo                 | Juan y la bicicleta encantada |
| 1997 | Premio Ministerio de Educación y Cultura | Quepo Quito                   |

## Obras
- Del verdadero origen de las cometas y otros cuentos del país de los nunca vistos, (Tupac Amaru Ediciones, 1992)
- Juan y la bicicleta encantada (Tupac Amaru Ediciones, 1993)
- Francisca y el corazón de las ideas (Tupac Amaru Ediciones, 1994)
- Juan y la bicicleta encantada (Alfaguara, 1995)
- Juan y la bicicleta encantada (Houghton Mifflin, 1997)
- Quepo Quito (Alfaguara, 1997)
- Evaristo camaleón (Productora Editorial, 1997)
- Pipiribicho (Productora Editorial, 1997)
- Pipiribicho (Ediciones de Picaporte, 1998)
- Mandalas a volar (Diputación Provincial de Cuenca/Devas, 2007)
- Señor niño Universidad Nacional de Colombia, 2009
- ¡Qué bueno ser mamíferos!, Asociación Mares de Leche, Cuenca, España 2014.
- Quepo Quito (Santillana, 2014)
- Juan y la bicicleta encantada (Santillana, 2014)
- Naturalmente Tú,Asociación El Cuenco de Baubo, Cuenca, España, 2016.
- La vida de la vida, AFEBAC, Cuenca, España 2016.